# O Haupt voll Blut und Wunden

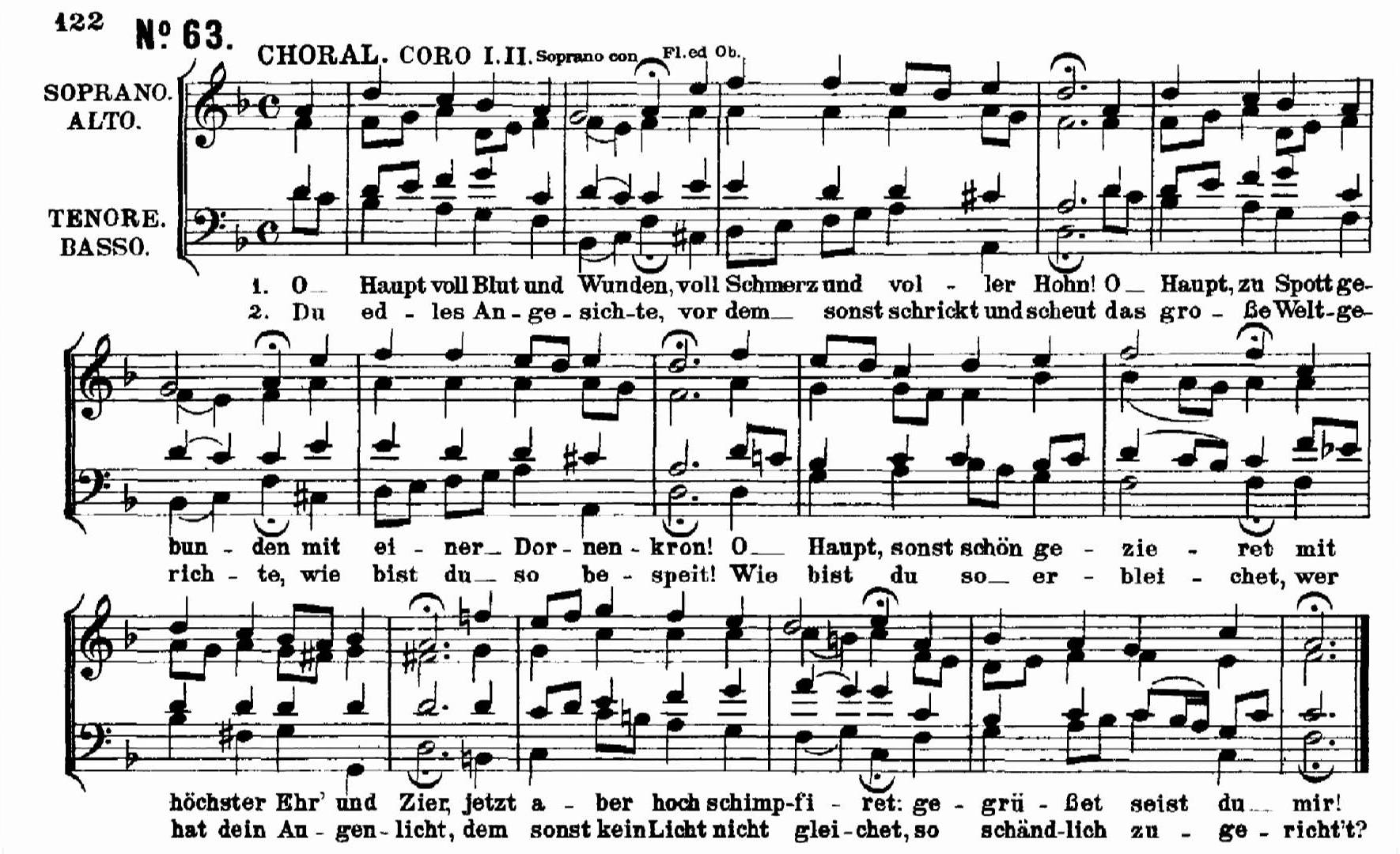
O Haupt voll Blut und Wunden in Bachs Matthäuspassion

O Haupt voll Blut und Wunden ist ein Kirchenlied von Paul Gerhardt (1607–1676) mit einer – ursprünglich weltlichen – Melodie von Hans Leo Haßler.

## Entstehung
Der evangelische Kirchenlieddichter Paul Gerhardt übersetzte den lateinischen Hymnus Salve caput cruentatum 1656, im letzten Jahr seiner Amtszeit als Propst in Mittenwalde, ins Deutsche. Zu Gerhardts Zeit und noch lange danach wurde Bernhard von Clairvaux (um 1090–1153) als Erstautor des Hymnus angesehen, heute wird er Arnulf von Löwen (1200–1250) zugeschrieben. Es ist der abschließende Teil eines unter dem Titel Oratio Rhythmica überlieferten Zyklus von sieben Meditationen zu den Gliedmaßen des Gekreuzigten (siehe auch Membra Jesu nostri), den Gerhardt vollständig nachdichtete.
Die Melodie im phrygischen Modus ist eine rhythmisch vereinfachte Fassung des Liebeslieds Mein G’müt ist mir verwirret von Hans Leo Haßler (1564–1612), das erstmals 1601 in Haßlers Lustgarten neuer teutscher Gesäng erschien. Bereits 1613 war diese Melodie im Liederbuch Harmoniae sacrae dem 1599 entstandenen Text von Christoph Knoll (1563–1621) Herzlich tut mich verlangen nach einem sel’gen End zugeordnet worden. Zu Gerhardts Zeit war es mit diesem Text in den lutherischen Gemeinden bekannt.

## Rezeption
Einzelne Strophen des Chorals wurden von Johann Sebastian Bach (1685–1750) in der Matthäuspassion (BWV 244) verwendet, wobei Bach die Auswahl und Reihenfolge der verwendeten Strophen selbst traf und nicht seinem Textdichter Picander (1700–1764) überließ. Bach verwendete seine sechste Strophe auch in der Kantate Sehet! Wir gehn hinauf gen Jerusalem (BWV 159), die die Ankündigung der Passion behandelt. Die Melodie erscheint außerdem in Bachs Weihnachtsoratorium zu Paul Gerhardts Text Wie soll ich dich empfangen, dem ersten Choral in Teil I (Nr. 5) und zu Nun seid ihr wohl gerochen, dem Schlusschor von Teil VI.
In das Evangelische Gesangbuch wurde das Werk als Nr. 85, in das katholische Gotteslob als Nr. 289 (ohne Originalstrophen 5 und 7) und in das Mennonitische Gesangbuch als Nr. 291 aufgenommen. Mit zwei Melodieformen wurde es auch unter der Nr. 206 und 207 in das Gesangbuch der Evangelisch-methodistischen Kirche jeweils in einem vierstimmigen Chorsatz nach Johann Hermann Schein aufgenommen. Die erste Aufnahme in ein katholisches Gesangbuch fand das Lied bereits 30 Jahre nach Gerhardts Tod.
Felix Mendelssohn Bartholdy komponierte 1830 eine Kirchenkantate für Soli, Chor und Orchester über O Haupt voll Blut und Wunden. Weitere Bearbeitungen liegen von Johann Pachelbel, Johann Gottfried Walther, Georg Philipp Telemann, Franz Liszt, Friedrich Silcher, Rudolph Palme, Max Reger, Joseph Gabriel Rheinberger, Johann Nepomuk David, Josef Friedrich Doppelbauer, und Rupert Gottfried Frieberger und vielen weiteren Komponisten vor. Insbesondere Orgelbearbeitungen liegen in großer Zahl vor.
Verwendet wurde die Melodie außer in der historischen Kunstmusik u. a. um 1960 von Peter, Paul & Mary mit dem Dave-Brubeck-Trio (Because all men are brothers auf der LP Summit Sessions), 1973 von Paul Simon für seinen Song American Tune, 1995 von Hannes Wader für den Song Tagtraum auf seinem Album 10 Lieder, 1999 von der Berliner Band Knorkator für das Lied Weihnachtsschimpfe (im Album Hasenchartbreaker), 2006 von Dieter Falk (im Album A tribute to Paul Gerhardt) und 2012 vom kanadischen Songwriter John K. Samson in seinem Song Stop Error.

## Text
1.

O Haupt voll Blut und Wunden,

voll Schmerz und voller Hohn,

o Haupt, zum Spott gebunden

mit einer Dornenkron,

o Haupt, sonst schön gezieret

mit höchster Ehr und Zier,

jetzt aber hoch schimpfieret:

gegrüßet seist du mir!

2.

Du edles Angesichte,

davor sonst schrickt und scheut

das große Weltgewichte:

wie bist du so bespeit,

wie bist du so erbleichet!

Wer hat dein Augenlicht,

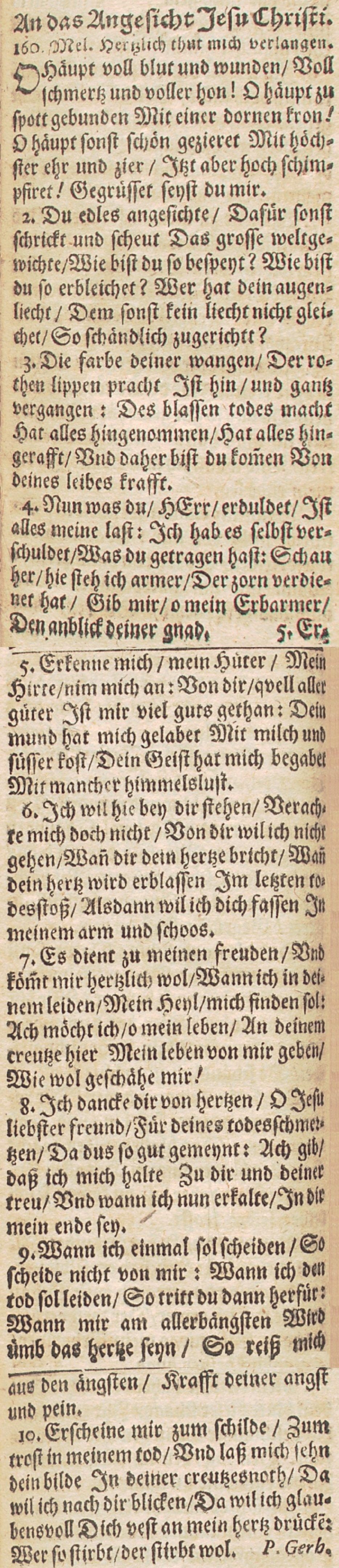
Textfassung in Johann Crügers Praxis Pietatis Melica, Ausgabe 1660

dem sonst kein Licht nicht gleichet,

so schändlich zugericht’?

3.

Die Farbe deiner Wangen,

der roten Lippen Pracht

ist hin und ganz vergangen;

des blassen Todes Macht

hat alles hingenommen,

hat alles hingerafft,

und daher bist du kommen

von deines Leibes Kraft.

4.

Nun, was du, Herr, erduldet,

ist alles meine Last;

ich hab es selbst verschuldet,

was du getragen hast.

Schau her, hier steh ich Armer,

der Zorn verdienet hat.

Gib mir, o mein Erbarmer,

den Anblick deiner Gnad.

5.

Erkenne mich, mein Hüter,

mein Hirte, nimm mich an.

Von dir, Quell aller Güter,

ist mir viel Guts getan;

dein Mund hat mich gelabet

mit Milch und süßer Kost,

dein Geist hat mich begabet

mit mancher Himmelslust.

6.

Ich will hier bei dir stehen,

verachte mich doch nicht;

von dir will ich nicht gehen,

wenn dir dein Herze bricht;

wenn dein Haupt wird erblassen

im letzten Todesstoß,

alsdann will ich dich fassen

in meinen Arm und Schoß.

7.

Es dient zu meinen Freuden

und tut mir herzlich wohl,

wenn ich in deinem Leiden,

mein Heil, mich finden soll.

Ach möcht ich, o mein Leben,

an deinem Kreuze hier

mein Leben von mir geben,

wie wohl geschähe mir!

8.

Ich danke dir von Herzen,

o Jesu, liebster Freund,

für deines Todes Schmerzen,

da du’s so gut gemeint.

Ach gib, dass ich mich halte

zu dir und deiner Treu

und, wenn ich nun erkalte,

in dir mein Ende sei.

9.

Wenn ich einmal soll scheiden,

so scheide nicht von mir,

wenn ich den Tod soll leiden,

so tritt du dann herfür;

wenn mir am allerbängsten

wird um das Herze sein,

so reiß mich aus den Ängsten

kraft deiner Angst und Pein.

10.

Erscheine mir zum Schilde,

zum Trost in meinem Tod,

und lass mich sehn dein Bilde

in deiner Kreuzesnot.

Da will ich nach dir blicken,

da will ich glaubensvoll

dich fest an mein Herz drücken.

Wer so stirbt, der stirbt wohl.

## Übersetzung
Catherine Winkworth übersetzte das Lied 1861 unter dem Titel Ah wounded Head! Must Thou ins Englische.